# رفع الأثقال في دورة الألعاب العربية 1953

## توزيع الأوسمة
توزيع الأوسمة في رفع الأثقال في الدورة الرياضية العربية الأولى الإسكندرية 1953:
| ت | البلد  | ذهبية | فضية | برونزية | المجموع |
| - | ------ | ----- | ---- | ------- | ------- |
| 1 | مصر    | 7     | -    | -       | 7       |
| 2 | العراق | -     | 3    | -       | 3       |
| 3 | لبنان  | -     | 2    | 1       | 3       |
| 4 | فلسطين | -     | 1    | 4       | 5       |
| 5 | سوريا  | -     | 1    | 1       | 2       |
| 6 | الأردن | -     | -    | 1       | 1       |

## النتائج الكاملة
| Event                | الذهبية                   | الفضية                   | البرونزية                  |
| -------------------- | ------------------------- | ------------------------ | -------------------------- |
| 56 كغم               | كمال محجوب (مصر)          | سليم موسى (لبنان)        | رمضان الصوير (فلسطين)      |
| الريشة 60 كغم        | عبد الرحمن رزق (مصر)      | عبد الواحد عزيز (العراق) | وجيه العابودي (الأردن)     |
| الخفيف 67.5 كغم      | سعيد جودة (مصر)           | بهجت دلول (سوريا)        | عبد الوهاب العلمي (فلسطين) |
| متوسط الثقيل         | محمد إبراهيم صالح (مصر)   | كامل مسعود (العراق)      | فؤاد الميناوي (فلسطين)     |
| المتوسط 75 كغم       | عبد القادر التوني (مصر)   | مصطفى اللحام (لبنان)     | محمد عكش (سوريا)           |
| خفيف الثقيل 82.5 كغم | محمد علي عبد الكريم (مصر) | جميل بطرس (العراق)       | نجم الراعي (لبنان)         |
| الثقيل               | إبراهيم غريب (مصر)        | صبحي حميدة (فلسطين)      | عبد الله هاشم (فلسطين)     |